# Dachau
Dahava (standardni njemački: Dachau, bavarski: Dåchau) njemački je grad u saveznoj pokrajini Bavarskoj, smješten sjeverozapadno od Münchena. Na prostoru od 35 km2 živi 41.167 stanovnika (stanje krajem 2007.)
U povijest je ušao po istoimenom prvom nacističkom konc-logoru u koji su slani Romi, intelektualci, homoseksualci, a kasnije i Židovi. Danas je spomen-područje mračnog razdoblja njemačke prošlosti.

## Unutarnje poveznice
- Koncentracijski logor Dachau

## Vanjske poveznice
- Službena stranica

### Ostali projekti
|  | Zajednički poslužitelj ima još gradiva o temi Dachau |